# سن گودنتزو
سن گودنتزو (به ایتالیایی: San Godenzo) یک کومونه در ایتالیا است که در استان فلورانس واقع شده‌است.

## خصوصیات
سن گودنتزو ۹۸٫۹ کیلومترمربع مساحت و ۱٬۲۳۷ نفر جمعیت دارد و ۴۰۴ متر بالاتر از سطح دریا واقع شده‌است.